# Zürcher Hochschule der Künste

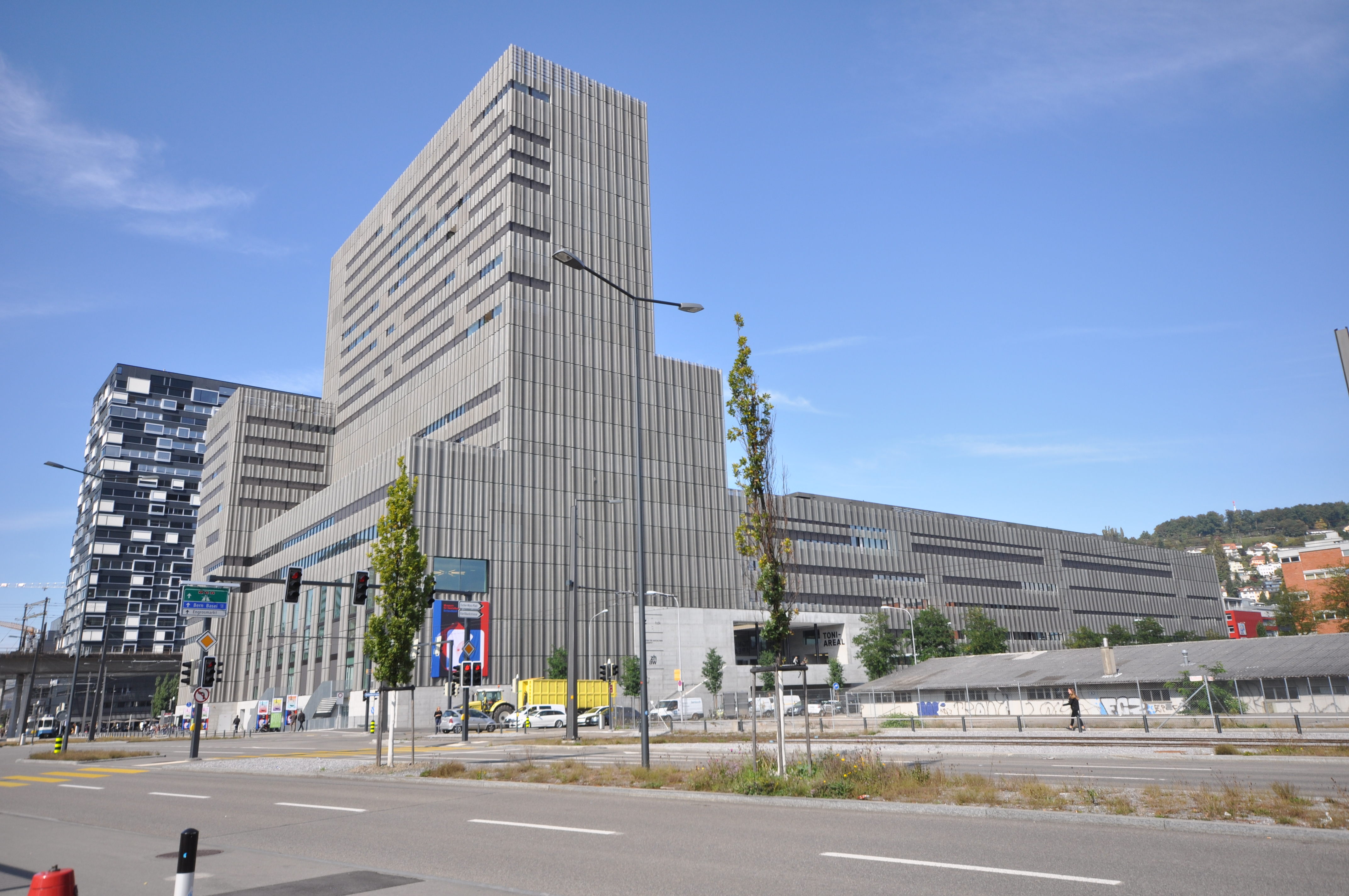
ZHdK im Toni-Areal

Die Zürcher Hochschule der Künste (ZHdK, englisch Zurich University of the Arts) ist mit über 2000 Studierenden eine der grössten Kunsthochschulen Europas. Sie entstand 2007 aus der Fusion der Hochschule für Gestaltung und Kunst (HGKZ) und der Hochschule für Musik und Theater (HMT). Seit September 2014 ist die ZHdK im Toni-Areal in Zürich-West untergebracht. Der Studiengang Bachelor Theater ist nach wie vor an der Gessnerallee beheimatet. Die ZHdK ist eine staatliche Hochschule mit eigener Rechtspersönlichkeit und institutionell akkreditiert.
Die ZHdK bietet Bachelor- und Master-Studiengänge sowie Weiterbildungen in den Bereichen Kunst, Design, Musik, Vermittlung, Theater, Film, Tanz und Transdisziplinarität an. Sie ist ausserdem in der Forschung tätig und betreibt vor allem künstlerische Forschung und Designforschung.
Angegliedert sind der ZHdK das Museum für Gestaltung Zürich, das Theater der Künste, der Musikklub Mehrspur, das Kino Toni und das Medien- und Informationszentrum MIZ.

## Geschichte
Die Gründung erfolgte am 1. August 2007 und entstand aus dem Zusammenschluss der Hochschule für Gestaltung und Kunst Zürich (HGKZ) und der Hochschule Musik und Theater Zürich (HMT). Hans-Peter Schwarz war Gründungsrektor der neuen Kunsthochschule. Seit 1. Oktober 2022 leitet die Rektorin Karin Mairitsch die ZHdK.
Die Hochschule für Gestaltung und Kunst ging aus der 1878 gegründeten Kunstgewerbeschule der Stadt Zürich hervor. Sie hatte ihren Sitz im 1933 errichteten Gebäude von Adolf Steger und Karl Egender, wie auch das Museum für Gestaltung. Die Hochschule für Gestaltung und Kunst Zürich in der  Ausstellungsstrasse wurde in den Jahren von 1999 bis 2006 für 35 Mio. CHF nach Plänen von Pfister Schiess Tropeano gesamtrenoviert und umgebaut.
Die Hochschule Musik und Theater Zürich entstand 1999 aus dem Zusammenschluss der Konservatorien Winterthur und Zürich, der Jazzschule Zürich, der Schauspiel-Akademie Zürich und der Schweizerischen Ballettberufsschule. Der heutige Fachbereich Theater (im Departement Darstellende Künste und Film) wurde 1937 im Umfeld des Zürcher Schauspielhauses unter der Bezeichnung Bühnenstudio Zürich gegründet. Anfang der 1970er Jahre erfolgte die Umbenennung in Schauspiel-Akademie Zürich.
Durch ihre Entstehung aus der Fusion von mehreren Schulen war die ZHdK auf über 35 Standorte in der ganzen Stadt Zürich (Ausstellungsstrasse, Florhof, Mediacampus, Gessnerallee) und Winterthur aufgeteilt. Im Herbst 2014 wurde ein neuer Campus auf dem Toni-Areal in Zürich-West bezogen. Fast alle anderen Standorte wurden aufgegeben, einzig der Standort Gessnerallee mit dem Theater der Künste sowie das Museum Bellerive (bis 2017) bleiben in ihren angestammten Räumen. Auch der Musikklub Mehrspur befindet sich nun im Toni-Areal, ebenso die Sammlungen des Museums für Gestaltung und bis auf weiteres auch die Wechselausstellung desselben.

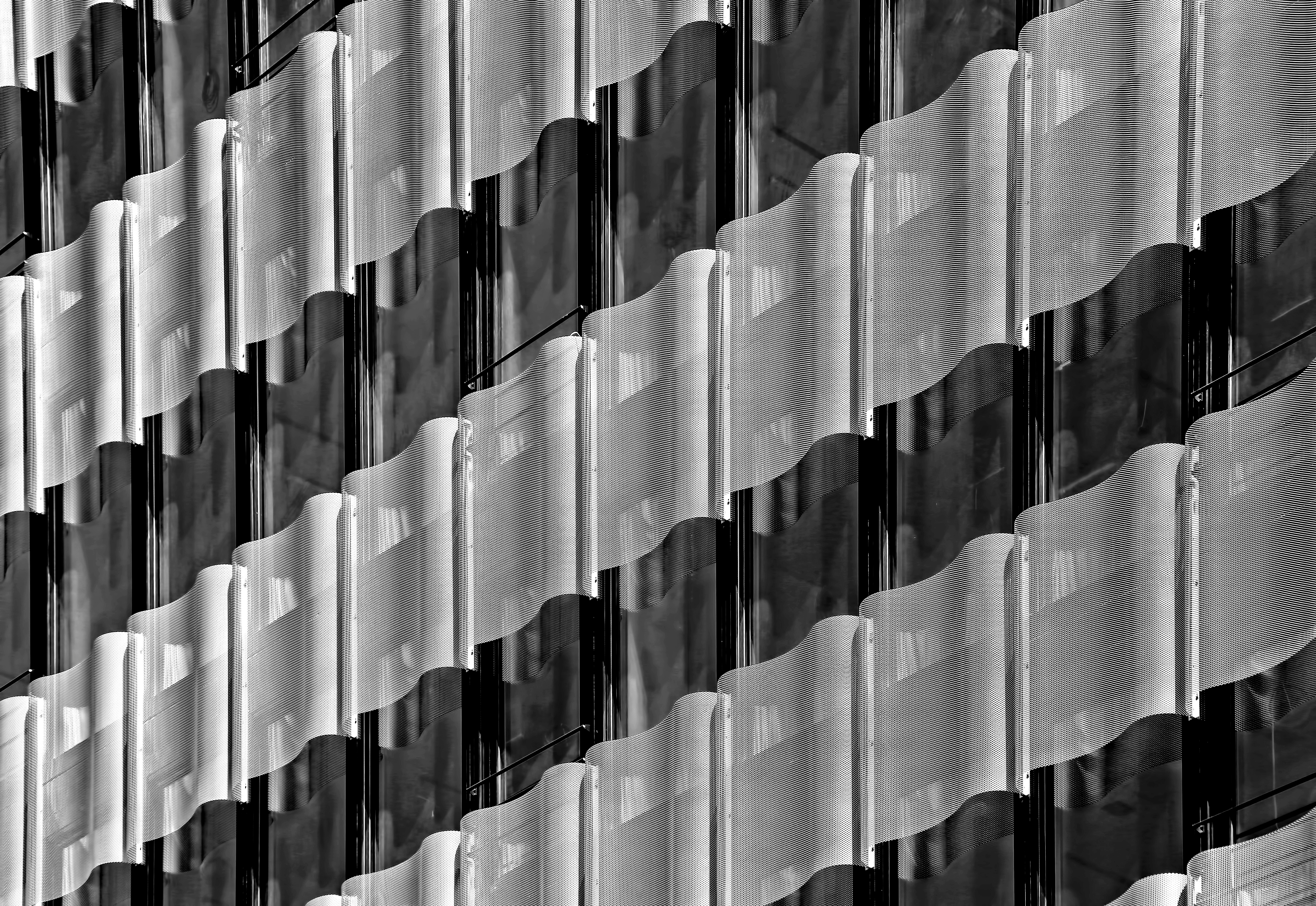
Aussenfassade der Zürcher Hochschule der Künste

Der Campus auf dem Toni-Areal ist aus der ehemaligen Toni-Molkerei an diesem Standort entstanden. Das ursprüngliche Fabrikgebäude wurde nach Plänen des Zürcher Architekturbüros EM2N für die Bedürfnisse der neuen Nutzer umgebaut. Auf dem Toni-Areal sind erstmals alle Kunstrichtungen, das Design und die Vermittlung an einem Standort vereint. Neben Seminarräumen, Ateliers, Studios, Werkstätten, Probebühnen und Übungsräumen beherbergt das neue Gebäude auch mehrere Konzert- und Kammermusiksäle, Ausstellungsräume und ein Kino.

## Lehre und Forschung
Der Unterricht ist in hohem Grade individualisiert, die Studierenden lernen, eigenverantwortlich zu arbeiten. Die meisten der Dozierenden sind in der beruflichen Praxis tätig und lassen aktuelle Inhalte unmittelbar in die Lehre einfliessen. In Ergänzung zu den Bachelor- und Masterstudiengängen führt die ZHdK eine Reihe von Vor- und Weiterbildungsangeboten durch und bietet Doktoratsprogramme in Kooperation mit Schweizer Hochschulen und ausländischen Kunstuniversitäten an.
An der ZHdK wird in den Künsten, im Design und in der Kunstvermittlung geforscht. Die Forschung zeichnet sich durch ihren wissenschaftlich-künstlerischen Zugang zu ihren Untersuchungsgegenständen aus. Sie geschieht oft auch interdisziplinär und vereint Theorie und Praxis, Grundlagen- und angewandte Forschung, Produktion und Reflexion. Damit fördert die Forschung Innovationen inner- und ausserhalb der Hochschule und trägt massgeblich zum Niveau und zur Weiterentwicklung der Lehre bei. Ziel der Forschung ist es, zu den Diskursen der internationalen Forschungsgemeinschaft beizutragen und sie mitzuprägen, die Entwicklung ihrer Disziplinen zu fördern und mit ihren Ergebnissen wirksam für Gesellschaft, Kultur und Wirtschaft zu sein. Die Forscher der ZHdK behandeln unter anderem Themen wie die Theorie der Ästhetik, Dimensionen der Wertschöpfung an der Schnittstelle zwischen Kultur, Wirtschaft und Technologie; die Simulation von Realität; Design, das von Materialwissenschaft bis Entwicklungszusammenarbeit reicht; Wechselwirkungen von Klängen und Farben oder die Verwendung digitaler Technologien in den Künsten.

## Departemente
Die ZHdK ist in fünf Departemente aufgeteilt:
Das Departement Darstellende Künste und Film vereint die Ausbildungen in den Bereichen Tanz, Theater und Film. Die Theaterausbildung umfasst die Disziplinen Schauspiel, Regie, Theaterpädagogik, Dramaturgie und Bühnenbild als Bachelor- und Masterstudiengang. Das Filmstudium besteht aus einem Bachelor- und einem Masterstudiengang. Im Bachelor Film wird ein Grundlagenstudium oder Production Design angeboten. Im Master Film sind es die Praxisfelder Regie Spielfilm, Dokumentarfilm, Drehbuch, Kamera, Film Editing und Creative Producing. Im Bereich Tanz gibt es die Berufsausbildung mit Schwerpunkt Klassischer Tanz an der Tanz Akademie Zürich sowie den Bachelor Contemporary Dance und den Master Dance. Letzterer kann im Praxisfeld Choreography oder Teaching and Coaching Dance Professionals studiert werden.
Das Ausbildungsangebot am Departement Design umfasst ein breites Spektrum zukunftsorientierter Themenfelder, die auf Bachelor- und Masterstufe gelehrt werden. Sieben Fachrichtungen bilden aus für die designorientierten Berufsfelder: Cast/Audiovisual Media, Game Design, Industrial Design, Interaction Design, Knowledge Visualization, Trends & Identity und Visual Communication. Im Bachelor Design werden fachspezifische Grundlagen und die erforderlichen Fertigkeiten für den Einstieg in die Berufspraxis vermittelt. Der Master Design konzentriert sich mit seinem forschungsorientierten Angebot auf die Erweiterung und Vertiefung der individuellen Designexpertise.
Am Departement Fine Arts werden Digitalität, Fotografie, Installation/Skulptur, Malerei/Zeichnen, Performance, Sound, Sprache und Video/Bewegtbild gelehrt. Im Bachelor- und im Masterstudiengang erproben und vertiefen die Studierenden ihren persönlichen Zugang zu künstlerischen und theoretischen Praktiken, zu Kultur und Gesellschaft und entwickeln dabei ihre individuelle Autorschaft. Theoretische und forschungsbasierte Arbeiten werden gefördert, ebenso das kollaboratives Studieren und Arbeiten.
Im Departement Kulturanalysen und Vermittlung liegt der Schwerpunkt von Lehre und Forschung in der Kulturtheorie, Kulturanalyse und Kulturvermittlung. Angehende Lehrpersonen, Kulturjournalistinnen oder Ausstellungsmacher erwerben im Bachelor- und im Masterstudiengang künstlerische, pädagogische und didaktische Kompetenzen für die zielgruppenspezifische Vermittlung von Inhalten sowie die Fähigkeit, das Gelernte in die Praxis umzusetzen. Zentraler Akteur ist das Museum für Gestaltung Zürich mit der international bedeutenden Design-, Grafik-, Kunstgewerbe- und Plakatsammlung. Das Departement arbeitet departements- und disziplinenübergreifend, indem es entsprechende Prozesse in Form von Lehre (Master Transdisziplinarität), Forschung und Veranstaltungen bündelt und sowohl hochschulintern als auch für die Öffentlichkeit zugänglich macht.
Die Ausbildungen am Departement Musik umfassen Kreation, Vermittlung und Interpretation in Klassik, Jazz, Pop und Kirchenmusik. In zwei Bachelor- und vier Masterprogrammen werden Orchester- und Schulmusiker, Dirigenten und Chorleiter, Solisten und Kammermusiker, Komponisten und Tonmeister, Instrumental- und Gesangslehrer, Jazz- und Popmusiker ausgebildet. Die Studierenden treten sowohl in den hochschuleigenen Konzertsälen als auch regelmässig in der Zürcher Tonhalle und an anderen öffentlichen Aufführungsorten auf.
Die ZHdK verfügt zudem über ein eigenes Musiklabel mit dem Namen ZHdK Records. Unter dem Label wurden zunächst kommerzielle Audio-CDs produziert, seit 2015 werden auch Filme über die eigene Website und auf YouTube publiziert. Der Fokus liegt dabei auf Arbeiten der Musikstudierenden der ZHdK.

## Hochschulmagazin «Zett»
Zett ist das Magazin der Zürcher Hochschule der Künste. Es erscheint auf Deutsch und Englisch jeweils zum Semesterstart (Februar, September) als Printausgabe sowie mit wöchentlich neuen Artikeln online. Die Printausgabe hat eine Auflage von 6000 Ex. und enthält die besten Beiträge der Onlineausgabe.
Das Zett enthält Text-, Bild-, Audio und Videobeiträge zu Themen der ZHdK aus den Bereichen Musik, Design, Theater, Film, Tanz, Fine Arts, Kunst- und Kulturvermittlung. Rund ein Drittel der Beiträge ist einem halbjährlich wechselnden Fokusthema gewidmet.
Das Zett wendet sich an die breite Öffentlichkeit mit Interesse an ZHdK-Themen, Bildungsinstitutionen im In- und Ausland, Partnerhochschulen, Schweizer Botschaften, Bildungspolitiker, Behörden, Kultur- und Bildungsinteressierte der Region Zürich, Partner (u. a. aus Forschung und Wirtschaft), Stiftungen und Sponsoren, Medien, Berufsberatungen.

## Ehrentitel «Companion ZHdK» und «Honorary Companion ZHdK»
Persönlichkeiten, die sich um die Interessen der ZHdK besonders verdient gemacht oder bereits in jungen Jahren Aussergewöhnliches geleistet haben, will die Hochschule öffentlich würdigen. Deshalb verleiht die ZHdK seit 2017 die Ehrentitel «Honorary Companion» für langjährige Verdienste und «Companion» für herausragende Leistungen in jungem Alter. Die ZHdK-Ehrentitel werden einmal pro Jahr vergeben und sind mit keiner finanziellen Zuwendung verbunden. Angehörige der ZHdK können Preisträger vorschlagen. Die Hochschulleitung, beraten von einem Ausschusskomitee, entscheidet über die Vergabe.
Bisherige Preisträger
- 2017: Dirigentin Mirga Grazinyté-Tyla (Companion ZHdK)
- 2018: Fotograf Oliviero Toscani (Honorary Companion ZHdK), Game-Designerin Philomena Schwab (Companion ZHdK)
- 2019: Clownin Gardi Hutter (Honorary Companion ZHdK), Tänzerin Aram Hasler (Companion ZHdK)
- 2020: Multimediakünstler Olaf Breuning (Honorary Companion ZHdK), Jazzensemble District Five (Companion ZHdK)
- 2021: Designer Sonnhild Kestler (Honorary Companion ZHdK), Regisseurin Lisa Brühlmann (Companion ZHdK)
- 2022: Künstlerin Zilla Leutenegger (Honorary Companion ZHdK), Multimediakünstler Fabian Chiquet (Companion ZHdK)
- 2023: Designer und Künstler Christoph Hefti (Honorary Companion ZHdK), Schauspielerin Vicky Krieps (Companion ZHdK)[7]
- 2025: Künstler Thomas Hirschhorn (Honorary Companion ZHdK), Industrial Designer Simon Oschwald und Fabian Engel (Companion ZHdK)[8]

## Bekannte Absolvierende
Die ZHdK und ihre Vorgängerinstitutionen (Kunstgewerbeschule/HGKZ, Konservatorien Winterthur und Zürich, Schauspielakademie Zürich) haben eine Reihe bekannter Personen hervorgebracht:

### Theater/Film/Tanz
- Babett Arens (* 1959), österreichische Schauspielerin und Theaterregisseurin
- David Bösch (* 1978), deutscher Theaterregisseur, Theaterautor und Opernregisseur
- Sabine Boss (* 1966), Regisseurin und Drehbuchautorin
- Sarah Viktoria Frick (* 1982), schweizerisch-liechtensteinische Schauspielerin
- Bruno Ganz (1941–2019), Schauspieler
- Lisa Gertsch (* 1992), Regisseurin, Drehbuchautorin und Filmproduzentin
- Mathias Gnädinger (1941–2015), Schauspieler und Synchronsprecher
- Heike M. Goetze (* 1978), deutsche Theaterregisseurin
- Talkhon Hamzavi (* 1979), iranisch-schweizerische Regisseurin
- Aram Hasler
- Gardi Hutter (* 1953), Schauspielerin und Autorin
- Markus Imhoof (* 1941), Filmregisseur, Theaterregisseur und Drehbuchautor
- Ueli Jäggi (* 1954), Schauspieler und Hörspielsprecher
- Beatrice Kessler (* 1949), Schauspielerin
- Xavier Koller (* 1944), Filmregisseur und Drehbuchautor
- Kamil Krejci (* 1961), tschechisch-schweizerischer Schauspieler, Regisseur und Autor
- Vicky Krieps (* 1983), luxemburgisch-deutsche Schauspielerin
- Mathis Künzler (* 1978), Schauspieler
- Jean-Pierre Le Roy (* 1953), Schauspieler und Kulturmanager
- Anna Luif (* 1972), Regisseurin und Filmemacherin
- Thom Luz (* 1982), Regisseur, Musiker und Bühnenbildner
- Antoine Monot, Jr. (* 1975), deutsch-schweizerischer Schauspieler und Filmproduzent
- Hanspeter Müller-Drossaart (* 1955), Schauspieler
- Fredi Murer (* 1940), Filmemacher
- Bettina Oberli (* 1972), Filmregisseurin und Drehbuchautorin
- Samuel Schwarz (* 1971), Film- und Theaterregisseur
- Andrea Štaka (* 1973),m Filmregisseurin und Drehbuchautorin
- Miriam Stein (* 1988), österreichisch-schweizerische Schauspielerin
- Noemi Steuer (1957–2020), Schauspielerin und Ethnologin
- Lara Stoll (* 1987), Slam-Poetin, Filmemacherin, Schauspielerin und Autorin
- Laura de Weck (* 1981), Schauspielerin, Bühnenautorin und Regisseurin

### Fotografie
- Werner Bischof (1916–1954), Fotograf
- Daniele Buetti (* 1955), bildender Künstler
- René Burri (1933–2014), Fotograf
- Fabian Marti (* 1979), Künstler
- Ernst Scheidegger (1923–2016), Fotograf, Maler, Grafiker und Verleger
- Doris Stauffer (1934–2017), Künstlerin und Kunstvermittlerin
- Serge Stauffer (1929–1989), Künstler und Kunstvermittler
- Oliviero Toscani (1942–2025), italienischer Fotograf

### Kunst
- Olaf Breuning (* 1970), Multimediakünstler
- Urs Fischer (* 1973), Künstler
- Hanny Fries (1918–2009), Malerin, Zeichnerin und Illustratorin
- Augusto Giacometti (1877–1947), Maler
- HR Giger (1940–2014), bildender Künstler, Maler und Oscarpreisträger
- Peter Heinzer (1945–2015), Grafiker und Kunstmaler
- Thomas Hirschhorn (* 1957), Installationskünstler
- Maja Hürst (* 1978), Künstlerin
- Urs Lüthi (* 1947), Künstler, Maler, Video-, Performance- und Installationskünstler
- Yves Netzhammer (* 1970), Computerkünstler
- Ana Roldán (* 1977), mexikanisch-schweizerische Künstlerin
- Shirana Shahbazi (* 1974), Fotografin
- Christine Streuli (* 1975), Künstlerin
- Hannah Weinberger (* 1988), Medien-, Installations- und Performancekünstlerin
- David Weiss
- Matthias A. K. Zimmermann (* 1981), Schriftsteller, Maler und Medienkünstler

### Design/Gestaltung/Typografie
- Ruedi Baur (* 1956), Kommunikationsdesigner und Autor
- Max Bill (1908–1994), Architekt, Künstler und als Maler
- Hans Falk (1918–2002), Maler und Grafiker
- Adrian Frutiger (1928–2015), Schriftgestalter
- Markus Freitag
- Willy Guhl (1915–2004), Möbeldesigner, Produktgestalter und Innenarchitekt
- Alfredo Häberli (* 1964), Produktdesigner
- Robert Haussmann (1931–2021), Architekt, Möbelkonstrukteur, Innenarchitekt, Designer und Hochschullehrer
- Walter Haettenschweiler (1933–2014), Grafikdesigner, Schriftentwerfer, Illustrator, Kunstmaler und Plastiker
- Lora Lamm (1928–2025), Grafikerin
- Richard Paul Lohse (1902–1988), Maler und Grafiker
- Hans Eduard Meier (1922–2014), Typograf und Schriftentwerfer
- Max Miedinger (1910–1980), Grafiker und Typograf
- Emil Ruder (1914–1970), Typograf, Autor und Lehrer
- Ralph Schraivogel (* 1960), Grafikdesigner, Plakatgestalter und Dozent
- Megi Zumstein (* 1973), Grafikdesignerin

### Musik
- Yulianna Avdeeva (* 1985), russische Konzertpianistin
- Nik Bärtsch (* 1971), Pianist, Komponist, Musikproduzent, Bandleader und Autor
- Alfred Baum (1904–1993), Komponist, Pianist und Organist
- Robert Blum (1900–1994), Komponist und Dirigent
- Paul Burkhard (1911–1977), Komponist
- Holly Hyun Choe (* 1991), Dirigentin
- Ruben Drole (* 1980), Opernsänger
- Walter Frey (1898–1985), Pianist und Musikpädagoge
- Galatea Quartett
- Isabel Gehweiler (* 1988), deutsche Violoncellistin und Komponistin
- Willi Gohl (1925–2010), Dirigent, Chorleiter und Komponist
- Mirga Grazinyté-Tyla (* 1986), litauische Orchester-Dirigentin
- Stephanie Haensler
- Hermann Haller (1914–2002), Komponist
- Ernst Hess (1912–1968), Dirigent, Komponist und Musikwissenschaftler
- Arthur Honegger (1892–1955), Komponist
- Esther Hoppe (* 1978), Geigerin
- Maximilian Hornung (* 1986), deutscher Cellist
- Klaus Huber (1924–2017), Komponist, Violinist, Dirigent und Kompositionslehrer
- Philippe Jordan (* 1974), Dirigent
- Mayuko Kamio (* 1986), japanische Geigerin
- Patrick Lange (* 1981), deutscher Dirigent
- Hans Ulrich Lehmann (1937–2013), Komponist
- Rudolf Lutz (* 1951), Organist, Cembalist, Chorleiter, Dirigent, Musikpädagoge und Komponist
- Leo McFall (* 1981), britischer Dirigent
- Paul Müller-Zürich (1898–1993), Komponist
- Anne-Sophie Mutter (* 1963), deutsche Geigerin
- Valentine Michaud (* 1993), Saxofonistin
- Reto Parolari (1952–2019), Dirigent, Komponist und Arrangeur
- Armin Schibler (1920–1986), Komponist und Musikpädagoge
- Othmar Schoeck (1886–1957), Komponist und Dirigent
- Walter Schulthess (* 1924), deutscher Schauspieler, Autor und Maler
- Maurice Steger (* 1971), Blockflötist, Dirigent und Professor
- Tecchler Trio
- Franz Tischhauser (1921–2016), Komponist
- Trio Rafale
- Mirjam Skal (* 1996), Filmkomponistin
- Nil Venditti (* 1994), italienisch-türkische Dirigentin
- Hans Wüthrich (1937–2019), Komponist und Sprachwissenschaftler
- Sooyoung Yoon (* 1984), südkoreanische Geigerin
- Fabian Ziegler (* 1995), Schlagzeuger

## Bekannte Dozierende
Viele ehemalige Absolvierende übernahmen später Lehrfunktionen. Daneben unterrichten weitere namhafte Persönlichkeiten an der ZHdK.

### Departement Darstellende Künste und Film
- Die Dokumentarfilmerin Sabine Gisiger (* 1959) ist in der Fachrichtung Film Dozentin für Dokumentarfilm.
- Der Künstler Chris Salter leitet das Immersive Arts Space.
- Der Film Editor Bernhard Lehner (* 1953) wirkt als Dozent für Montage und Filmtheorie, er leitete von 2009 bis 2017 den Bachelor Film.
- Der Regisseur Markus Imboden (* 1955) wirkt als Professor für Inszenierung und Schauspielführung, er leitete von 2012 bis 2017 den Master Film.
- Margit Eschenbach (* 1948) baute ab 1992 den Studienbereich Film/Video an der damaligen HGKZ auf. Leitung, Koleitung und Lehrtätigkeit bis 2009. Sie erhielt für ihre Verdienste 2003 den Filmpreis der Stadt Zürich.
- Samuel Wuersten ist künstlerischer Leiter der Studiengänge Bachelor Contemporary Dance und Master of Arts in Dance Choreography sowie Master of Arts in Dance Teaching and Coaching Dance Professionals.
- Silke Fischer (* 1961) leitet seit 2018 als Professorin den Bachelor-Studiengang Production Design.[9][10]

### Departement Design
- Gerhard M. Buurman (* 1961) ist Professor für Design und gründete die Studiengänge Interaction Design und Game Design

### Departement Kulturanalysen und Vermittlung
- Florian Dombois (* 1966) leitet seit 2011 den Forschungsschwerpunkt Transdisziplinarität.
- Anselm Franke (* 1978) leitet seit 2022 den Studiengang Curatorial Studies.
- Der Klangkünstler Antoine Chessex (* 1980) unterrichtet im Masterstudiengang Transdisziplinarität.

### Departement Fine Arts
- Maria Eichhorn (* 1962) unterrichtet Bildende Kunst.
- Der Medienkünstler und Komponist Andres Bosshard (* 1955) unterrichtet im Departement Fine Arts.
- Giaco Schiesser (* 1953) gründete den Studiengang Neue Medien / Mediale Künste (1997), war Leiter des Departements Fine Arts (ehemals Kunst & Medien, 2002–2017). Er gründete und leitete das erste künstlerische PhD-Programm der ZHdK (Fine Arts, PhD-Kooperation der ZHdK mit der Kunstuniversität Linz, 2011–2020).
- Der Kunstwissenschaftler, Journalist und Musiker Jörg Scheller (* 1979) ist Professor für Kunstgeschichte sowie Dozent im Master of Art Education.[11]
- Marc Bauer (* 1975) unterrichtet Bildende Kunst.
- Gerald Raunig (* 1963) ist als Professor für Ästhetik an der Zürcher Hochschule der Künste tätig und Mitbegründer des European Institute for Progressive Cultural Policies (eipcp).
- Benedikt Hipp (* 1977), deutscher Künstler, von 2017 bis 2019 Gastdozent[12]

### Departement Musik
- Felix Baumann, Musiktheorie
- Christoph Berner, Liedgestaltung
- Theo Bleckmann, Gesang
- Michael Biehl, Cembalo
- Andreas Böhlen, Blockflöte
- Wies de Boevé, Kontrabass
- Sarah O’Brien, Harfe
- Fabio Di Càsola (* 1967), Klarinette
- Diana Damrau (* 1971), Gesang
- Frits Damrow (* 1960), Trompete
- Petter Eldh, Kontrabass
- Till Fellner (* 1972), Klavier
- Anna Gebert (* 1979), Violine
- Christoph Grab (* 1967), Saxophon
- Ilja Gringolts, Violine
- Werner Güra (* 1964), Gesang
- Martina Janková (* 1972), Gesang
- Rudolf Koelman (* 1959), Violine
- Lilli Maijala, Viola
- Sergey Malov (* 1983), Violine
- Caroline Melzer, Gesang
- Anders Miolin, Gitarre
- Lars Mlekusch, Saxophon
- Christoph-Mathias Mueller, Orchesterleitung
- Isabel Mundry (* 1963), Komposition
- Diemut Poppen, Viola
- Matthias Racz (* 1980), Fagott
- Friedemann Rieger, Klavier, Kammermusik
- Ruven Ruppik, Perkussion
- Konstantin Scherbakov (* 1963), Klavier
- Johannes Schild (* 1960), Musiktheorie
- Klaus Schwärzler (* 1973), Schlagzeug
- Alexander Sitkovetsky (* 1983), Violine
- David Virelles, Klavier
- Radovan Vlatković (* 1962), Horn
- Sarah Wegener, Gesang
- Chris Wiesendanger (* 1965), Klavier
- Tobias Willi (* 1976), Orgel

## Bekannte Dozierende und Leitungspersonen aus der Vergangenheit
- Heinrich Scheu (1845–1926), österreichischer Sozialdemokrat und Xylograph, Sekretär der Kunstgewerbeschule von 1899 bis 1906
- Aida Stucki (1921–2011), Violinistin, unterrichtete eine Berufsklasse am Konservatorium Winterthur; Lehrerin von Anne-Sophie Mutter
- Sophie Taeuber-Arp (1889–1943), Malerin, Bildhauerin, Textil-Gestalterin, Architektin und Tänzerin der Avantgarde, leitete von 1916 bis 1929 die Textilklasse an der Kunstgewerbeschule.
- Johannes Itten (1888–1967), Maler, Kunsttheoretiker und Kunstpädagoge, war von 1938 bis 1943 Direktor der Kunstgewerbeschule.
- Hans Finsler (1891–1972) war Leiter der ersten Fotoklasse der Kunstgewerbeschule und Lehrer von René Burri, Ernst Scheidegger und Werner Bischof.
- Stefi Geyer (1888–1956), ungarische Violinistin war Lehrerin am Konservatorium Zürich
- Gerald Bennett (* 1942) war Dozent und Mitbegründer des Institute für Computer Music and Sound Technology (ICST)
- Volkmar Andreae (1879–1962), Dirigent und Komponist, leitete nicht nur von 1906 bis 1949 das Tonhalle-Orchester Zürich, sondern auch von 1914 bis 1939 das Konservatorium Zürich.
- Hansjörg Mattmüller (1923–2006) und Serge Stauffer (1929–1989) leiteten von 1965 bis 1970 die künstlerische Experimentierklasse F+F (für „Form und Farbe“)
- Robert Haussmann (1931–2021), Architekt, Möbelkonstrukteur, Innenarchitekt, Designer und Hochschullehrer. hatte von 1972 bis 1978 einen Lehrauftrag für Innenarchitektur und Produktgestaltung.
- Irwin Gage (1939–2018), amerikanischer Pianist und Liedbegleiter, leitete eine Klasse für Liedinterpretation.
- Zakhar Bron (* 1947), russisch-sowjetischer Violinist und bedeutender Violinpädagoge
- Die Künstlergruppe Knowbotic Research hält eine Professur im Bereich Mediale Künste.[13]
- André Gelpke (* 1947), deutsch-schweizer Fotograf und Dozent, unterrichtete Fotografie.